# Concertino (Chaminade)
Het Concertino voor fluit en orkest in D majeur van Cécile Chaminade , Op. 107 werd geschreven in 1902 als concoursstuk voor fluitstudenten aan het Conservatoire de Paris, waar het vele jaren als zodanig dienst zou doen. Het stuk maakt in de transcriptie voor fluit en piano inmiddels deel uit van het standaardrepertoire voor fluit. In 2012 eindigde het stuk op nr. 85 in de Classic 100 Music of France van het het Australische radiostation ABC Classic FM.
Het werk is omschreven als "melodisch en aantrekkelijk". Het werd opgedragen aan de Franse fluitist, conservatoriumdocent en componist Paul Taffanel.

## Compositie
Het concertino is een eendelig stuk. Het opent met een brede, open melodie die daarna overgaat in virtuoze guirlandes voor de solofluitist. Na een wat meer ritmisch middendeel, met de aanduiding Più animato agitato. is er een solo voor de hobo die de cadens inluidt. In de versie met piano is de hoofdstem van de orkestpassage voorafgaand aan de cadens verplaatst naar de fluitpartij. Het stuk besluit met een reprise van eerste thema gevolgd door een coda.

## Orkestratie
- Solo – fluit
- Orkest – 1 fluit, ook piccolo, 2 hobo's, 2 klarinetten, 1 fagotten, 4 hoorns, 3 trombones, tuba, pauken, harp, strijkers

## Opname
Het Concertino Op. 107, gespeeld door Alex Murray (fluit) en Martha Goldstein (piano):